# Paraembolides montisbossi
Espèce
Synonymes
- Bymainiella montisbossi Raven, 1978

Paraembolides montisbossi est une espèce d'araignées mygalomorphes de la famille des Hexathelidae.
Distribution
Cette espèce est endémique de Nouvelle-Galles du Sud en Australie.

## Comportement
- Cette espèce est prédatrice terrestre qui construit des tubes de soie sous des buches pour en faire les abris   [2]

## Publication originale
- Raven, 1978 : Systematics of the spider subfamily Hexathelinae (Dipluridae: Mygalomorphae: Arachnida). Australian Journal of Zoology Supplementary Series, no 65, p. 1-75.